# Webster Vienna Private University
Die Webster Vienna Private University (WVPU) ist eine österreichische Privatuniversität und gehört zum Netzwerk der Webster University. Sie hat seit ihrer Übersiedelung im Herbst 2014 ihren Sitz im Palais Wenkheim im 2. Wiener Bezirk (Leopoldstadt), nahe dem Schwedenplatz.
Geführt wird die WVPU über den Bildungsverein für die Freunde der Webster University (St. Louis, USA), einer Non-Profit-Organisation.

## Reputation
Webster Vienna Private University erreicht den 5204. Platz im Ranking von „unirank“ und den 6305. Platz gemäß „EduRank“.

## Geschichte
Die Webster University wurde 1915 in St. Louis, Missouri, USA, von den Loretoschwestern als Hochschule für Frauen gegründet. Der Wiener Campus wurde 1981 auf Einladung des damaligen Wiener Bürgermeisters Leopold Gratz gegründet. 1985 erhielt die Webster Vienna Private University ihre Akkreditierung und war somit erster Anbieter eines MBAs in Österreich. Von 1988 bis 1999 leitete Elisabeth Chopin die Universität.
1996 erfolgte der Umzug in den Standort Donaustadt nahe der UNO-City. Im selben Jahr verlieh die Webster University das Ehrendoktorat an Kardinal Franz König sowie den Zeitzeugen und Holocaustüberlebenden Simon Wiesenthal.
2001 erhielt die Webster Vienna Private University die Akkreditierung als österreichische Privatuniversität. Im Rahmen der Anstrengungen, die Akkreditierungsanforderungen zu erfüllen, wurden im Jahre 2004 die ersten Vollzeitprofessuren eingerichtet. Mit rechtskräftiger Entscheidung der Agentur für Qualitätssicherung und Akkreditierung Austria im Oktober 2015 wurde dem Antrag der Webster Vienna Private University auf Verlängerung der Akkreditierung als Privatuniversität unter Auflagen stattgegeben und bis 8. Jänner 2022 verlängert.
Am 15. Oktober 2015 übernahm Bernd Marin die Leitung der Privatuniversität und folgte damit Arthur Hirsh nach, der sie 15 Jahre lang leitete. Bernd Marins Tätigkeit endete im Juni 2016. Danach übernahm der langjährige Webster-Professor und Forschungsgruppenleiter am Wiener Institut für Höhere Studien, Johannes Pollak, zunächst interimistisch, seit Mai 2017 fix die Direktion der Universität.